# الغواصة الألمانية يو-487
غواصة يو-865 غواصة يو بوت ألمانية صممت لإعادة تزويد غواصات يو الأخرى بالإمدادات والذخيرة (تلقب هذه الفئة Milchkuh أو حليب البقر) من الفئة الرابعة عشر بنيت لسلاح بحرية ألمانيا النازية كريغسمارينه، في أحواض فريدريش كروب في كيل خلال الحرب العالمية الثانية. تم وضع عارضة لها في 31 ديسمبر 1941 في كيل بساحة رقم 556. تم إطلاقها في 17 أكتوبر 1942 وتم تشغيلها في 21 ديسمبر 1942.